# 苏丹依斯干达清真寺
苏丹依斯干达清真寺是座位於馬來西亞柔佛州新山市市郊拿督翁城的清真寺，寺名柔佛第二十四任苏丹苏丹马末·依斯干达。

## 历史
这座清真寺是由柔佛置地建造的，目前由柔佛机构的子公司Waqaf An-Nur Corporation Berhad管理。它最初被称为Bandar Dato'Onn Mosque。该建筑始于2012年，并于2015年完成。这座清真寺由柔佛王储东姑依斯迈在2016年4月8日开幕，并以苏丹易卜拉欣及其已故祖父苏丹Iskandar的生日开幕。